# За синими ночами
«За синими ночами» — советский двухсерийный телевизионный художественный фильм режиссёра Ольгерда Воронцова, снятый по заказу Государственного комитета СССР по телевидению и радиовещанию на Свердловской киностудии в 1982−1983 годах. По мотивам одноимённой повести Владимира Ерёменко.

## Сюжет
Строители одного из участков газопровода предлагают перенести площадку под строительство распределительной станции на новое, более сухое место. Этот нехитрый переход позволит на целый год ускорить конечную сдачу объекта. Сложные переговоры доверено вести представителю института, руководителю проекта Олегу Ивановичу Лозневому. Честный и принципиальный инженер видит безусловную выгоду от реализации этой идеи. Лозневой идёт на ухудшение отношений с директором института и принимает непростое в этой ситуации решение. Он добивается согласия от заинтересованных сторон и начинает работу над новым проектом станции.

## В главных ролях
- Юрий Назаров — Олег Иванович Лозневой, инженер
- Светлана Тома — Таисия Александровна Лозневая, жена Олега, инженер
- Гирт Яковлев — Вишневский Лев Станиславович, инженер
- Игорь Горбачёв — Заботенко Валерий Павлович, директор проектного института

## В ролях
- Маргарита Терехова — Ольга Николаевна, подруга Таи
- Татьяна Кулиш — Галина Кузнецова, сотрудница проектного бюро
- Владимир Анисько — Миша, артист, муж Ольги (роль озвучил Игорь Ефимов, нет в титрах)
- Валерий Захарьев — Миша Грач, строитель
- Игорь Дмитриев — Храпов, московский артист, друг Кирилла
- Анатолий Егоров — Чупрынин, геолог проектного бюро
- Олег Корчиков — Сергей Александрович, инженер-строитель
- Евгений Лазарев — Володя, друг Олега Лозневого
- Валентин Никулин — Кирилл Аверичев, художник, друг Льва Вишневского
- Владимир Новиков — Журбин Николай Николаевич, замминистра
- Карина Моритц — Наташа, старшая дочь Лозневых

## Съёмочная группа
- Авторы сценария: Юлий Карасик, Наталия Синельникова
- Режиссёр — Ольгерд Воронцов
- Главный оператор — Владимир Дьяконов
- Композитор — Георгий Портнов